# Jon Jon Briones
Ernesto Cloma "Jon Jon " Briones- (Ciudad Quezón, Filipinas, 7 de agosto de 1965) es un actor y cantante filipino-estadounidense, conocido principalmente por sus papeles en musicales, y también por haber participado en varias series de televisión. Obtuvo la nacionalidad estadounidense en 2010.

## Biografía
[actualizar]
En enero de 2019, se anunció su participación en la serie de Netflix Ratched donde interpreta al Dr Richard Hanover, que finalmente fue estrenada en septiembre de 2020.

## Filmografía

### Cine
| Año  | Título                         | Papel               | Notas        |
| ---- | ------------------------------ | ------------------- | ------------ |
| 2007 | Potluck                        |                     | cortometraje |
| 2008 | Proud American                 | Padre de Dawn       |              |
| 2008 | An Immigrant Girl's Journey    | Paulo Alcedo        | cortometraje |
| 2008 | Brown Soup Thing               | Uncle Jon Jon       |              |
| 2010 | Breathe                        | Rhadamanths         | cortometraje |
| 2012 | Jolly B. Fierce                | Edward Biagan       | cortometraje |
| 2012 | Nico's Sampaguita              | Raul                | cortometraje |
| 2012 | Just an American               | Padre de Dawn Trang |              |
| 2014 | Sinbad: The Fifth Voyage       | Asian Genie         |              |
| 2014 | Blood Ransom                   | Reverendo Mena      |              |
| 2016 | Miss Saigon: 25th Anniversary  | The Engineer        |              |
| 2018 | Model Home                     | Mr. Fan             |              |
| 2023 | The Last Voyage of the Demeter | Joseph              |              |

### Televisión
| Año     | Título                                                    | Papel                | Notas                                                      |
| ------- | --------------------------------------------------------- | -------------------- | ---------------------------------------------------------- |
| 2003–04 | Las Vegas                                                 | Cosme Caliyag        | 2 episodios                                                |
| 2007    | Moonlight                                                 | Party Goer           | episodio: "Out of the Past"                                |
| 2008    | Sons of Anarchy                                           | Elvis asiático       | episodio: "Pilot"                                          |
| 2009    | Monk                                                      | Primer mercenario    | episodio: "Mr. Monk and the Magician"                      |
| 2010    | Miami Medical                                             | Técnico              | episodio: "Diver Down"                                     |
| 2010    | Law & Order: LA                                           | Brant Ross           | episodio: "Hollywood"                                      |
| 2011    | Southland                                                 | Rama                 | episodio: "Graduation Day"                                 |
| 2013    | The Mentalist                                             | Mr. Lam              | episodio: "My Blue Heaven"                                 |
| 2014    | Bones                                                     | Adrian Lingao        | episodio: "Big in the Philippines"                         |
| 2017    | Criminal Minds: Beyond Borders                            | Lama Vajra           | episodio: "Abominable"                                     |
| 2018    | The Assassination of Gianni Versace: American Crime Story | Modesto Cunanan      | 2 episodios                                                |
| 2018    | Designated Survivor                                       | Primer Ministro Pulu | episodio: "Bad Reception"                                  |
| 2018    | American Horror Story: Apocalypse                         | Ariel Augustus       | 3 episodios                                                |
| 2019    | Better Things                                             | Él mismo             | episodio: "The Unknown"                                    |
| 2019    | All Rise                                                  | Daniel Mendoza       | episodio: "How to Succeed in Law Without Really Re-Trying" |
| 2020    | Ratched                                                   | Dr. Richard Hanover  | 7 episodios                                                |